# Liste der Naturschutzgebiete in Bochum
Die Liste der Naturschutzgebiete in Bochum enthält die Naturschutzgebiete der kreisfreien Stadt Bochum, Regierungsbezirk Arnsberg, in Nordrhein-Westfalen.

## Liste
| Schlüssel- nummer | Gebietsname                              | CDDA- Sitecode | IUCN- Kategorie | Schutzwürdige Biotope     | Fläche in ha | Flächen- anzahl | Jahr der Ausweisung | Bild           |
| ----------------- | ---------------------------------------- | -------------- | --------------- | ------------------------- | ------------ | --------------- | ------------------- | -------------- |
| BO-001            | Blumenkamp (größere Teilfläche)          | 162465         | IV              | BK-4408-0001 BK-4408-0002 | 3,4924       | 1               | 1980                | weitere Bilder |
| BO-002            | Tippelsberg-Berger Mühle                 | 165898         | IV              | BK-4409-0046              | 53,5630      | 1               | 1989                | weitere Bilder |
| BO-003            | Hofsteder Weiher                         | 163731         | IV              | BK-4409-0001              | 6,1301       | 1               | 1989                | weitere Bilder |
| BO-004            | Oberes Oelbachtal                        | 164887         | IV              | BK-4409-0007 BK-4409-0008 | 37,1061      | 1               | 1990                |                |
| BO-005            | Königsbüscher Wäldchen                   | 318676         | IV              | BK-4509-0051 BK-4509-0052 | 12,1113      | 1               | 1990                | weitere Bilder |
| BO-006            | Waldsiepen Hevener Straße – Im Lottental | 166152         | IV              | BK-4509-0163              | 7,2881       | 1               | 1990                | weitere Bilder |
| BO-007            | Blumenkamp (kleinere Teilfläche)         | 162466         | IV              | BK-4408-0001 BK-4408-0002 | 0,3798       | 1               | 1995                |                |
| BO-008            | Dr.-C.-Otto-Wald und Hörsterholz         |                | IV              | BK-4508-0019              | 66,65        | 1               | 2020                | weitere Bilder |
| BO-009            | Ruhraue Stiepel                          |                | IV              | BK-4509-0011 BK-4509-0018 | 194,31       | 1               | 2020                | weitere Bilder |

## Geplante Naturschutzgebiete
Weitere Naturschutzgebiete sind in Planung:
- Kalwes/Klosterbusch
- Mailand Siepen und Ruhrsteilhänge
- Grimberg
- Ruhrsteilhänge an der Rauendahlstraße in Sundern